# Derovatellus olofi
Derovatellus olofi är en skalbaggsart som beskrevs av Mario E. Franciscolo och Annika Sanfilippo 1991. Derovatellus olofi ingår i släktet Derovatellus och familjen dykare. Inga underarter finns listade i Catalogue of Life.